# Trattato di Madrid (1670)
Il trattato di Madrid è stato un trattato siglato il 18 luglio 1670 tra Regno di Spagna e Regno d'Inghilterra a conclusione della guerra anglo-spagnola scoppiata nel 1655.
Il trattato fu firmato da Gaspar de Bracamonte y Guzmán, diplomatico inviato da Maria Anna d'Asburgo, reggente del trono spagnolo durante il regno di Carlo II di Spagna, e da William Godolphin, ambasciatore inglese in Spagna mandato da Carlo II d'Inghilterra. Fu ratificato dai rispettivi Regni il 12 agosto e l'8 ottobre 1670.

## Clausole
- La Spagna riconobbe i possedimenti inglesi nelle Indie occidentali spagnole, ossia la Giamaica spagnola (divenuta una colonia britannica, la Colonia della Giamaica) e le Isole Cayman; riconobbe inoltre alla flotta inglese la libertà di navigazione nei Caraibi.
- Patto di non aggressione tra le flotte di entrambi i Paesi.
- Liberazione dei prigionieri catturati nel corso del conflitto.
- Cancellazione delle riparazioni dei danni di guerra.

## Fonti
- Testo del trattato. Nel testo compare il titolo Gran Bretagna; il Regno di Gran Bretagna, tuttavia, fu istituito solo con l'Atto di Unione del 1707. Ciò è dovuto al fatto che il re Giacomo VI di Scozia, divenuto re d'Inghilterra nel 1604, aveva stabilito che il Titolo Reale sarebbe stato designato come corona di Gran Bretagna per indicare contemporaneamente la corona di Inghilterra e di Scozia.